# Mark Cuban
Mark Cuban (Pittsburgh, 31 de julho de 1958) é um empreendedor, ator, apresentador e filantropo norte-americano. É dono minoritário da equipe de basquete Dallas Mavericks e presidente da HDNet.

## Carreira
No início da década de 80, Mark se mudou para Dallas, no Texas, e começou a trabalhar como bar-man e, em seguida, foi para a Your Business Software, um dos primeiros varejistas em Dallas. Ele foi demitido menos de um ano depois, mas usou a oportunidade para abrir a própria empresa, MicroSolutions, com apoio de alguns clientes da antiga empresa. A Microsolutions era, inicialmente, um revendedor de softwares e um integrador de sistemas. Com a operação indo bem, Cuban vendeu sua empresa para a CompuServe por 6 milhões de dólares.
Esta venda motivou o empresário a voltar para suas paixões, basquete e webcasting. Com um amigo de faculdade, Todd Wagner, Cuban abriu a Audionet, cresceu muito em cerca de um ano e foi adquirida pelo Yahoo por $5.7 bilhões, durante o boom dot com, a bolha da internet.
Depois da venda, Cuban diversificou sua fortuna, tornando-se, assim, menos propenso aos efeitos de uma crise de mercado. Em 2000, ele virou sócio majoritário do Dallas Mavericks por $285 milhões.
Antes de ter sociedade, o Mavericks ganhava cerca de 40% de suas partidas. Nos próximos 10 anos depois da compra, o time passou a sair vitorioso em 69% das vezes, alcançando resultados muito melhores que antes e buscando sempre evoluir.

Em 2011, tornou-se um dos homens mais ricos do mundo, com um lucro de $2.6 bilhões e, além da Audionet, ele ainda abriu o negócio com  Wagner, a 2929 Entertainment, que produz e distribui vídeos e filmes. Em 2003, eles compraram uma rede de cinemas com 58 casas e eles são responsáveis por programas de TV nos Estados Unidos.